# ジペプチジルジペプチダーゼ
ジペプチジルジペプチダーゼ（Dipeptidyl-dipeptidase, EC 3.4.14.6）は、以下の化学反応を触媒する酵素である。
例えばAla-Gly!Ala-Gly等のテトラペプチドからジペプチドを優先的に切り出す。Ala-Ala!Ala-Ala及びGly-Gly!Gly-Glyに対しては、よりゆっくり作用する。
このチオール活性ペプチダーゼは、ヤセイカンラン（Brassica oleracea）から単離された。